# Spitzenkörper

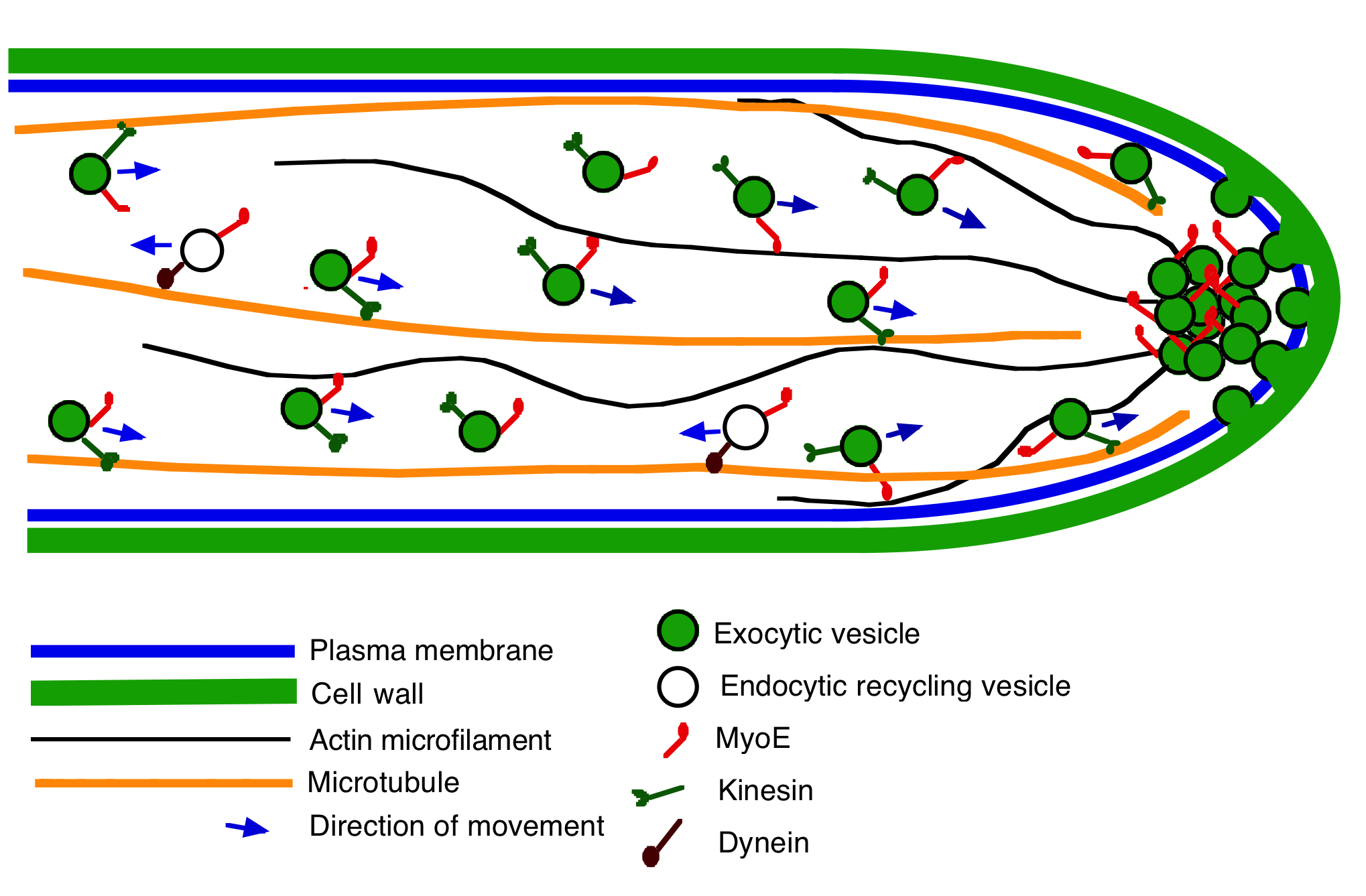
Un modelo simplificado de la función MyoE en el hyphal tip. A. A myoE+ cell.

El Spitzenkörper (del alemán "spitzen", "apuntado", y "körper", "cuerpo"; "cuerpo apuntado") es una estructura que puede encontrarse en las hifas de algunos de los organismos del Reino Fungi y que funciona como centro organizador del crecimiento de las hifas y de la morfogénesis. Consta numerosas vesículas de pequeño tamaño y suele encontrarse en los extremos en crecimiento o regiones apicales de las hifas, durante la germinación de esporas (o conidios) y en los puntos donde se producen ramificaciones y arborescencias de las propias hifas. Esta ubicación en los extremos de las hifas se debe a su relación directa con la direccionalidad del crecimiento de las mismas. El Spitzenkörper forma parte del sistema endomembranoso de la célula fúngica.
La vesículas que lo conforman están organizadas en torno a un área central que contiene una densa red de microfilamentos. Con frecuencia aparecen polisomas o polirribosomas en las proximidades del límite posterior del núcleo del Spitzenkörper, y se extienden microtúbulos hacia dentro y, a menudo, a través del Spitzenkörper. Además, se pueden encontrar  cuerpos de Voronin en la región apical próxima al Spitzenkörper.
El citoplasma del ápice está ocupado prácticamente exclusivamente por vesículas secretoras y microvesículas. En los hongos superiores (Ascomycota y Basidiomycota), las primeras están dispuestas como una capa esférica alrededor de las últimas, y el conjunto de la formación sería el Spitzenkörper o "cuerpo apical". El Spitzenkörper puede observarse empleando un microscopio óptico en hifas en crecimiento. Las hifas de Oomycota y algunos Eumycota inferiores (especialmente los Zygomycota) no contienen, sin embargo, un Spitzenkörper reconocible, y las vesículas están distribuidas mucho más libremente en la cúpula apical de la hifa.